# Фиголи, Эрнесто
Эрне́сто Фи́голи (исп. Ernesto Fígoli; 21 августа 1888 — 26 июля 1951) — уругвайский тренер, массажист (физиотерапевт). Единственный человек, непосредственно причастный к победам сборной Уругвая во всех четырёх крупнейших турнирах — двух Олимпийских играх 1924 и 1928 годов и двух чемпионатах мира 1930 и 1950 годов. В 1924 году он возглавлял сборную Уругвая, в 1928 и 1950 годах был тренером и физиотерапевтом, а в 1930 году входил в тренерский штаб под руководством Альберто Суппичи. Кроме того, дважды приводил сборную Уругвая к победам на чемпионатах Южной Америки.

## Биография

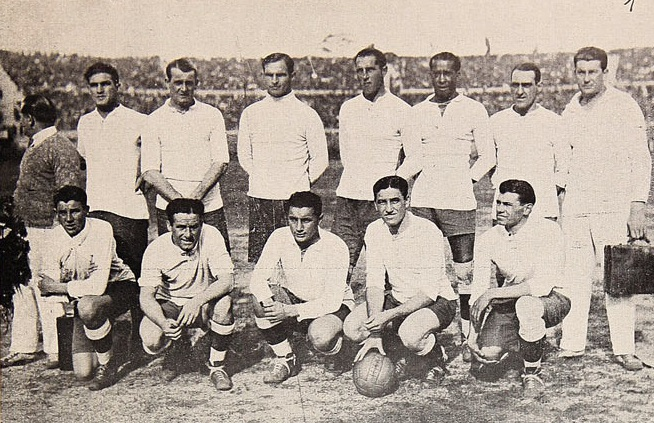
41-летний Эрнесто Фиголи на групповом портрете сборной Уругвая на чемпионате мира 1930 года — стоит самым первым рядом с Альваро Хестидо.

Эрнесто Фиголи родился в Монтевидео 21 августа 1888 года. По окончании школы выбрал для себя специализацию физиотерапевта. На серьёзном уровне в футбол не играл. Получив медицинское образование, он стал работать в тренерском штабе сборной Уругвая. В начале XX века роль тренера, как правило, выполнял один из игроков команды, так называемый «играющий тренер». Таковыми были, к примеру, Джон Харлей или Хорхе Херман Пачеко. Поэтому назначение физиотерапевта Фиголи, не игравшего в прошлом в футбол, на должность главного тренера сборной Уругвая в 1920 году было довольно нетипичным для того времени явлением.
Однако Фиголи доказал свою состоятельность, приведя сборную Уругвая к победе на чемпионате Южной Америки, состоявшемся в чилийском Вальпараисо и вернув, тем самым, «Селесте» звание сильнейшей сборной на континенте (после второго места на турнире в Бразилии годом ранее). В 1921 году Уругвай под руководством Фиголи выступил неудачно, заняв лишь третье место на чемпионате континента и в 1922 году его сменил Педро Оливьери. В 1922 году уругвайцы должны были играть в золотом матче за титул чемпионов Южной Америки против Бразилии, но покинули турнир в знак протеста против судейства и в итоге финишировали на том же третьем месте.

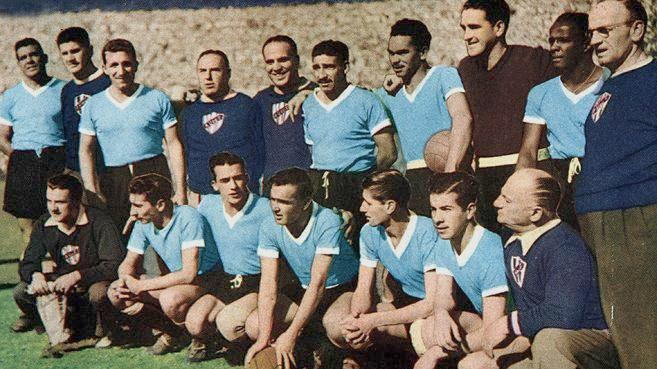
Сборная Уругвая — чемпион мира 1950 года. 61-летний Эрнесто Фиголи сидит в переднем ряду справа.

В 1924 году Фиголи возглавил делегацию сборной Уругвая, поехавшую на Олимпийские игры. Сборная уверенно выиграла этот турнир, покорив французскую публику своим мастерством.
После этого триумфа Фиголи ещё один раз работал на крупном турнире в качестве главного тренера сборной Уругвая — в 1926 году в Сантьяго под его руководством Селесте выиграла очередной чемпионат Южной Америки. Таким образом, все три раза, что Фиголи возглавлял сборную, она добивалась победы в том или ином крупном международном турнире.
В дальнейшем Фиголи работал в сборной в качестве физиотерапевта и массажиста. В 1930 году Альберто Суппичи включил Эрнесто Фиголи в свой тренерский штаб, наряду с Педро Ариспе, Луисом Греко и Педро Оливьери. Сборная Уругвая под их руководством выиграла первый в истории чемпионат мира. В 1950 году Фиголи продолжал работать в сборной, которая во второй раз выиграла Кубок мира ФИФА и в четвёртый раз стала чемпионом мира по версии ФИФА (олимпийские игры 1924 и 1928 годов признаются ФИФА в качестве чемпионатов мира среди футболистов-любителей).

## Тренерские достижения
Главный тренер
- Олимпийский чемпион: 1924
- Чемпион Южной Америки: 1920, 1926

Помощник тренера, член тренерского штаба, массажист
- Чемпион мира в составе тренерского штаба сборной Уругвая (2): 1930, 1950
- Олимпийский чемпион: 1928